# جون جي. ميتشيل
جون جي. ميتشيل (بالإنجليزية: John G. Mitchell)‏ هو ضابط ومحامي وسياسي أمريكي، ولد في 6 نوفمبر 1838 في بيكوا في الولايات المتحدة، وتوفي في 7 نوفمبر 1894 في كولومبوس في الولايات المتحدة.